# Casio Graph 65

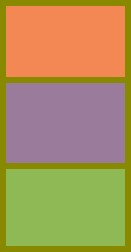
Les 3 couleurs disponibles.

La Casio Série cfx-9850 ou Casio GRAPH 65 est une famille de calculatrices graphiques scientifiques à notation infixe introduite en 1996 par Casio Computer Company Limited. Son innovation majeure consiste en la présence d'un écran trichromique non-synthétisable assurant à l'utilisateur une ergonomie graphique.

## Système matériel
La plate-forme informatique est composée d'un clavier, d'un écran et de capteurs de niveau de batterie.

### Communication
Le modèle est doté d'un port série à 3 broches pour jack 2,5 mm permettant la liaison asynchrone avec soit une autre calculatrice de même catégorie (ou de catégorie inférieure) soit un ordinateur (utilisation d'un câble Casio SB-88). La vitesse maximale de transmission s'élève ainsi à 9 600 bit/s.

## Développement
Contrairement à ses successeurs, il n'est pas possible de programmer en bas niveau sur ce modèle, ni de mettre à jour le système. Le modèle ne dispose que d'un langage interprété type BASIC.
Exemple de programme en langage interprété type BASIC, calcul par sauts inconditionnels de la fonction factorielle :
```
'Ceci est commentaire

1
→
N:
?
→
N
↲

Lbl
 
0
↲

If
 
N
>
0
↲

Then
 
X
×
N
→
X
↲

N
-1
→
N
↲

Goto
 
0
↲

Else
 
X
↲

IfEnd

```

### Structure du calcul
Le processeur Hitachi précédemment mentionné, permet un bus d'adresse à 16-bits et un bus de données à 8-bits assurant ainsi à l'utilisateur, la notation infixe pour l'entrée des valeurs en machine. Cela a pour conséquence l'existence d'une pile en tant que structure de données. L'explosion de la pile se produit lorsque le parenthésage dépasse 10 niveaux pour l'évaluation d'une expression ou 26 niveaux pour l'évaluation d'une commande, elle déclenche l'exception dite Stk Error ou Stack Error.

### Précision du calcul
Comme tous les autres modèles de calculatrices Casio, le codage des valeurs s'effectue de manière uniforme : le bit de signe, l'exposant ainsi qu'une mantisse de 15 digits. Cette représentation des valeurs en machine ne différencie pas un entier, classiquement codé, d'un réel à virgule flottante. La plage des valeurs numériquement codables se situe entre ± 1 × 10‾⁹⁹ et ± 9,999999999 × 10⁹⁹ comprenant 0. Cela a pour conséquence une perte de l'information importante.
Exemple : 1 × 10⁹⁹ + 1 = 1 × 10⁹⁹

La calculatrice est de plus dotée d'un utile module de conversion de bases, cependant la plage de valeurs ne permet pas de traiter un trop grand nombre de chiffres. On considère dès lors que les valeurs ne causent aucune exception pour une valeur x si et seulement si :
| Mode | x                                                                                         |
| ---- | ----------------------------------------------------------------------------------------- |
| DEC  | – 2147483648 ≤ x ≤ 2147483647                                                             |
| BIN  | 1000000000000000 ≤ x ≤ 1111111111111111 (négative) 0 ≤ x ≤ 0111111111111111 (0, positive) |
| OCT  | 20000000000 < x < 37777777777 (négative) 0 ≤ x ≤ 17777777777 (0, positive)                |
| HEX  | 80000000 < x < FFFFFFFF (négative) 0 ≤ x ≤ 7FFFFFFF (0, positive)                         |